# رحلة عمل

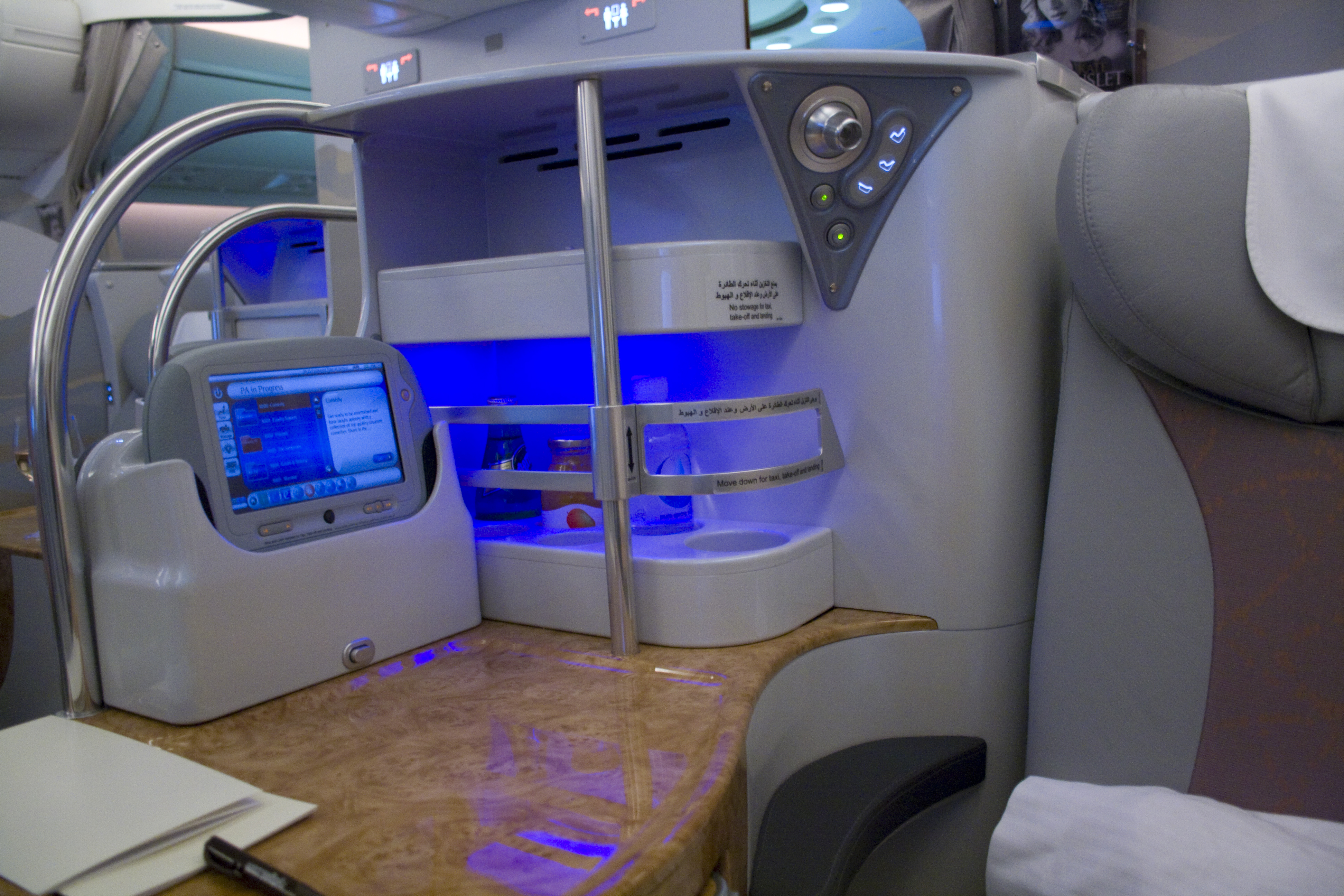
مقاعد درجة رجال الأعمال في الطائرات توفر مزيد من المساحة والوسائل التي تزيد عن الدرجة العادية

رحلة العمل هي رحلة تتم من اجل إنجاز الأعمال والتي تختلف عن التنقل اليومي بين المنزل ومكان العمل.

## أسباب الحاجة لرحلات العمل
تكون الحاجة لهذه الرحلات من اجل تحقيق الآتي
- زيارة العملاء أو الموردين
- عقد الاجتماعات في أماكن الشركات الأخرى
- التطوير المهني وحضور المؤتمرات